# Дезінформація щодо абортів
Дезінформація щодо абортів є поширенням неправдивої, спотвореної або маніпулятивної інформації про процедуру аборту, його наслідки, доступність та законодавче регулювання. Це може охоплювати неправдиві заяви про ризики для здоров'я, юридичні аспекти, нав'язування стигми та моральних суджень, маніпулятивних кампаній тощо. Дезінформація може поширюватися через соціальні мережі, медіа, релігійні організації чи активістські групи, що ускладнює доступ до правдивої інформації та медичних послуг.

## Масштаби
Дезінформація про аборти поширюється десятиліттями, часто з метою підживлення програми проти абортів. Дослідження вебсайтів «кризових центрів вагітності», проведене 2014 року, показало, що 80 % з них містили дезінформацію, яка зазвичай підтримувала міфи про ризики для здоров'я, пов'язані з абортами. Подальше дослідження 5 найпопулярніших вебсторінок про ліки для аборту, виявило, що більшість також містили дезінформацію, зокрема про те, що ліки для аборту можуть викликати психічні захворювання, впливати на безпліддя та підвищувати ризик смертності.
Дезінформація впливає на людей незалежно від їхньої позиції щодо абортів. Одне з опитувань показало, що 67 % респондентів, які вважають себе «pro-choice», і 88 % респондентів, які ідентифікують себе як «pro-life», сказали, що пологи безпечніші або настільки ж безпечні, як аборт. Насправді ж пологи мають рівень смертності у 50-130 разів більший, ніж аборти. Дослідження також показують, що часто люди відкидають деякі поширені міфи щодо медичних ризиків аборту (наприклад, зв'язок із раком молочної залози), але водночас із цим висловлюють ширший діапазон поглядів до дезінформації щодо впливу аборту на фертильність та психічне здоров'я.
Дослідження у соціальних мережах щодо інформації про аборти показало, що серед публікацій, які містили медичну інформацію, 63,5 % були точними і 36,5 % містили дезінформацію, а з повідомлень, що містили медичну дезінформацію, 84,2 % були проти абортів, 15,8 % — за право на аборт.

## Типи дезінформації
Існує багато дезінформації про аборти, які начебто спричиняють біль у плода, безпліддя, смерть, небезпечні для життя ускладнення та психічні захворювання. Крім того, сучасні дезінформатори увічнюють небезпечні застарілі міфи про те, що аборт ніколи не використовується для порятунку життя вагітної жінки; що аборти можна скасувати; що під час абортів немовлята народжуються живими; і що аборти пропагуються заради людських жертвоприношень, євгеніки або для досягнення наукової мети. Також спостерігалася дезінформація про аборти серед іспанськомовного населення, яка була націлена на латиноамериканців, та охоплювала неправдиві повідомлення жінкам про те, що аборт є незаконним у місцях, де він насправді законний.

### Медична
Медична дезінформація щодо абортів охоплює неправдиві або спотворені відомості про медичні аспекти процедури. Деякі джерела стверджують, що аборти призводять до серйозних ускладнень, таких як безпліддя, рак грудей або психологічні травми (так званий «постабортний синдром»). Наукові дослідження не підтверджують цих заяв. Згідно з Американським коледжем акушерів та гінекологів, сучасні методи абортів є безпечними, а серйозні ускладнення трапляються рідко.
Дезінформація може містити хибні описи процедур, такі як перебільшення їх складності чи болю. Наприклад, поширеними є неправдиві дані про використання болісних методів для плода чи жінки, які фактично не застосовуються в сучасній медицині. Деякі організації стверджують, що аборт на ранніх стадіях вагітності є «вбивством дитини», хоча медична спільнота розглядає ранню вагітність як ембріональний розвиток, що відрізняється від повноцінного плоду.
Окрім цього, подекуди стверджується, що засоби екстреної контрацепції, такі як «план Б» або внутрішньоматкові засоби, є формами аборту, хоча наукові дані підтверджують, що ці методи запобігають настанню вагітності, а не переривають її.

### Юридична
Юридична дезінформація щодо абортів стосується хибної або спотвореної інформації про закони та правові процедури, пов'язані з перериванням вагітності. Жінкам можуть казати, що аборти заборонені скрізь або дозволені без обмежень, хоча законодавство відрізняється залежно від країни чи штату, або ж неправильно повідомляються допустимі терміни для проведення аборту, що може відлякати жінок від звернення за медичною допомогою. Подекуди може помилково стверджуватися, що жінкам загрожують кримінальні санкції за аборт, навіть у випадках, коли це не відповідає чинному законодавству.
Дезінформація може охоплювати також неправдиві заяви про те, що пацієнтки зобов'язані повідомляти владі про аборт або що їхні медичні записи не захищені законом про конфіденційність. Жінки також стикаються з інформацією про те, що в окремих регіонах вони не мають права звертатися до лікарів для переривання вагітності навіть за медичними показаннями.

### Етична, культурна та релігійна
Етична та релігійна дезінформація щодо абортів охоплює хибні або спотворені твердження, засновані на моральних, культурних чи релігійних переконаннях, які подаються як об'єктивні факти. Деякі організації подають свої релігійні переконання як універсальні моральні істини, стверджуючи, що всі релігії або культури засуджують аборти, хоча в різних традиціях існують різні погляди, та пропагуючи ідеї про те, що жінки зобов'язані народжувати дітей, і відхилення від цього є морально неправильним тощо. Релігійні погляди на початок життя можуть подаватися як наукові чи юридичні факти, хоча в науці існують різні визначення початку життя, включно з біологічними та медичними критеріями. Деякі групи використовують релігійні терміни, такі як «гріх» або «вбивство», щоб стигматизувати процедуру аборту.
З метою етичної, культурної та релігійної дезінформації можуть використовуватися візуальні матеріали з перебільшеними або підробленими зображеннями на тему аборту, щоб викликати негативні емоції та спонукати жінок відмовитися від процедури, та персональні історії, які подаються як типові, навіть якщо вони є винятковими випадками.

### Інформаційні бар'єри
Інформаційні бар'єри щодо абортів створюються штучно та можуть бути системними перешкодами, які ускладнюють доступ до правдивої інформації про аборти та відповідні медичні послуги. У деяких регіонах уряди або соціальні платформи обмежують доступ до контенту про аборти. Окрім того, під час пошуку інформації про аборти алгоритми можуть спрямовувати користувачів до антиабортних сайтів або ресурсів з дезінформацією.
Кризові центри вагітності можуть маскуватися під клініки репродуктивного здоров'я, але насправді вони не пропонують аборти, а надають дезінформацію, затримуючи жінок від звернення до справжніх медичних установ. Деякі закони змушують лікарів надавати пацієнткам негативну морально забарвлену або медично неправдиву інформацію перед проведенням аборту. Жінкам також можуть нав'язувати тривалі періоди очікування після консультації, ускладнюючи своєчасний доступ до процедури.

### Поширені тези
- «Плід відчуває біль під час аборту» — нервова система плода починає розвиватися на ранніх етапах вагітності, але функціональні шляхи для сприйняття болю формуються значно пізніше. Зв'язок між таламусом і корою головного мозку плода не повністю розвинений до 24-го тижня вагітності, що означає, що відчуття болю можливе лише після 24 тижнів, оскільки без цих структур плід не може сприймати біль (і навіть після цього терміну сприйняття болю залишається дискусійним). Американська колегія акушерів та гінекологів (ACOG) зазначає, що наукових доказів того, що плід відчуває біль до 24-го тижня, немає. Окрім того, такі пізні аборти вкрай рідкісні й проводяться лише в 1 % випадків після 21 тижня вагітності. Міф про біль часто використовується у пропагандистських кампаніях проти абортів, хоча він базується на емоційних, а не наукових доказах[40][20][21][22].
- «Аборт впливатиме на почуття провини, матиме негативні наслідки для психічного здоров'я» — дослідження APA свідчать, що більшість жінок, які зробили аборт, не відчувають тривалих проблем із психічним здоров'ям[41], а відносний ризик проблем із психічним здоров'ям у жінок, які перенесли аборт у першому триместрі небажаної вагітності, не перевищує ризик для жінок, які народили небажану дитину[16]. Довготривале дослідження «Turnaway Study» (Каліфорнійський університет, Сан-Франциско) виявило, що більшість жінок після аборту почуваються полегшено, а не винними чи пригніченими. Через п'ять років понад 95 % жінок зазначили, що рішення про аборт було правильним[42].
- «Аборт є небезпечною процедурою» — сучасні медичні аборти є однією з найбезпечніших процедур у сфері репродуктивного здоров'я. За даними Всесвітньої організації охорони здоров'я (ВООЗ) та Американського коледжу акушерів і гінекологів (ACOG), аборт на ранніх стадіях вагітності є безпечнішим за пологи, ускладнення виникають рідко, а ризик серйозних проблем становить менше ніж 0,5 %[19][43]. До 10 тижнів вагітності медикаментозний аборт (нехірургічний) ефективний у понад 95-98 % випадків, а стандартизовані процедури виконуються з низьким рівнем ускладнень в лікарняних умовах[44][45]. Хірургічний аборт також є однією з найбезпечніших медичних процедур, якщо її проводять у сертифікованих клініках під наглядом кваліфікованих лікарів[43].
- «Аборт підвищує ризик раку молочної залози та безпліддя» — за даними Американського інституту раку (American Cancer Society), немає наукових доказів, які б вказували на зв'язок між абортом і виникненням раку молочної залози[46]. Національний інститут раку США (National Cancer Institute) заявляє, що проведення аборту не збільшує ризик раку молочної залози[17][47]. За словами ACOG, аборт також не впливає на здатність до майбутнього зачаття, якщо він був виконаний за всіма медичними стандартами[48][18].

## Наслідки та вплив
Через дезінформацію жінки можуть зробити аборт самостійно або «домашніми засобами» (наприклад, шляхом використання репелентів або заборонених препаратів). Після скасування справи Роу проти Вейда популярні ЗМІ повідомляли про тенденції в соціальних мережах, які пропагують використання небезпечних або неефективних процедур аборту, включно з травами, фізичними вправами, домашніми вакуумними аспіраціями, засобами від комах, ефірними оліями, забороненими наркотиками, алкоголем, протизаплідними пігулками, самотравмуванням, таблетками з кофеїном і вітаміном С.
Дезінформація про аборти може також посилити материнську смертність, якщо вона впливає на політиків, які потім використовують її для виправдання заборони абортів. Наприклад, законодавці штату Огайо, оперуючи дезінформацією, висунули законопроєкт, який забороняє лікарям переривати позаматкову вагітність, натомість вимагаючи «реімплантації» ембріона в матку, що з медичного погляду неможливо. Окрім того, люди, які мають найменший доступ до абортів, найімовірніше зіткнуться з медичною дезінформацією, і це може мати наслідки для материнської захворюваності та смертності.